# Юстін Крюгер
Юстін Крюгер (нім. Justin Krueger, нар. 6 жовтня 1986, Дюссельдорф) — німецький хокеїст, захисник.
Його дід емігрував у 1952 з ФРН до Канади. А батько Ральф Крюгер відомий тренер з хокею. У 2010 він був головним тренером хокейної команди Корнелльського університету.

## Ігрова кар'єра
Хокейну кар'єру розпочав 2005 року виступами за юніорську команду «Пентіктон Віз».
2006 року був обраний на драфті НХЛ під 213-м загальним номером командою «Кароліна Гаррікейнс». Юстін з 2006 по 2010 захищав кольори хокейної команди Корнелльського університету.
Влітку 2010 переїздить до Європи, де стає гравцем швейцарського клубу «Берн» залишаючись між тим в системі команди «Кароліна Гаррікейнс». Відігравши згодом ще два сезони за клуб АХЛ «Шарлотт Чекерс» Крюгер повертається до швейцарської команди та уклав у травні 2013 року дворічний контракт. У листопаді 2014 Юстін та «Берн» прродовжують угоду до сезону 2017–18.
2 червня 2020 Юстін уклав однорічний контракт з клубом НЛА «Лозанна».
На рівні збірних
Був гравцем юніорської збірної Німеччини та молодіжної збірної Німеччини, у складі яких брав участь у 10 іграх. 
У квітня 2010 дебютував у складі національної збірної Німеччини.

## Нагороди та досягнення
- Чемпіон Швейцарії в складі «Берн» — 2016, 2017, 2019.[12]

## Статистика

### Клубні виступи
| Сезон        | Клуб                      | Ліга         | Регулярний сезон | Регулярний сезон | Регулярний сезон | Регулярний сезон | Регулярний сезон | Плей-оф | Плей-оф | Плей-оф | Плей-оф | Плей-оф |
| Сезон        | Клуб                      | Ліга         | І                | Г                | П                | О                | ШХ               | І       | Г       | П       | О       | ШХ      |
| ------------ | ------------------------- | ------------ | ---------------- | ---------------- | ---------------- | ---------------- | ---------------- | ------- | ------- | ------- | ------- | ------- |
| 2005–06      | «Пентіктон Віз»           | БКХЛ         | 55               | 7                | 15               | 22               | 25               | 15      | 3       | 6       | 9       | 13      |
| 2006–07      | Корнелльський університет | НКАА         | 31               | 1                | 5                | 6                | 24               | —       | —       | —       | —       | —       |
| 2007–08      | Корнелльський університет | НКАА         | 35               | 4                | 5                | 9                | 33               | —       | —       | —       | —       | —       |
| 2008–09      | Корнелльський університет | НКАА         | 35               | 1                | 4                | 5                | 24               | —       | —       | —       | —       | —       |
| 2009–10      | Корнелльський університет | НКАА         | 34               | 1                | 11               | 12               | 22               | —       | —       | —       | —       | —       |
| 2010–11      | «Берн»                    | НЛА          | 50               | 1                | 10               | 11               | 61               | 11      | 0       | 2       | 2       | 8       |
| 2011–12      | «Шарлотт Чекерс»          | АХЛ          | 58               | 2                | 11               | 13               | 36               | —       | —       | —       | —       | —       |
| 2012–13      | «Шарлотт Чекерс»          | АХЛ          | 69               | 1                | 14               | 15               | 31               | 5       | 0       | 2       | 2       | 0       |
| 2013–14      | «Берн»                    | НЛА          | 48               | 3                | 5                | 8                | 26               | —       | —       | —       | —       | —       |
| 2014–15      | «Берн»                    | НЛА          | 41               | 3                | 14               | 17               | 43               | 9       | 0       | 0       | 0       | 2       |
| 2015–16      | «Берн»                    | НЛА          | 43               | 5                | 13               | 18               | 10               | 13      | 1       | 0       | 1       | 14      |
| 2016–17      | «Берн»                    | НЛА          | 47               | 1                | 3                | 4                | 33               | 16      | 1       | 3       | 4       | 31      |
| 2017–18      | «Берн»                    | НЛА          | 48               | 0                | 2                | 2                | 49               | 10      | 1       | 0       | 1       | 2       |
| 2018–19      | «Берн»                    | НЛА          | 41               | 0                | 6                | 6                | 59               | 18      | 0       | 2       | 2       | 0       |
| 2019–20      | «Берн»                    | НЛА          | 39               | 0                | 2                | 2                | 39               | —       | —       | —       | —       | —       |
| 2020–21      | «Лозанна»                 | НЛА          | 47               | 0                | 0                | 0                | 6                | 6       | 0       | 0       | 0       | 25      |
| 2021–22      | «Лозанна»                 | НЛА          | 40               | 0                | 1                | 1                | 14               | 8       | 0       | 0       | 0       | 2       |
| Усього в НЛА | Усього в НЛА              | Усього в НЛА | 444              | 13               | 56               | 69               | 340              | 91      | 3       | 7       | 10      | 84      |
| Усього в АХЛ | Усього в АХЛ              | Усього в АХЛ | 127              | 3                | 25               | 28               | 67               | 5       | 0       | 2       | 2       | 0       |

### Збірна
| Рік                | Команда            | Турнір             | Місце              | І  | Г | П | О | ШХ |
| ------------------ | ------------------ | ------------------ | ------------------ | -- | - | - | - | -- |
| 2004               | Німеччина          | ЮЧС18-D1           | 11-е               | 5  | 0 | 1 | 1 | 4  |
| 2006               | Німеччина          | МЧС-D1             | 11-е               | 5  | 0 | 1 | 1 | 2  |
| 2010               | Німеччина          | ЧС                 | 4-е                | 9  | 0 | 1 | 1 | 0  |
| 2011               | Німеччина          | ЧС                 | 7-е                | 7  | 0 | 1 | 1 | 8  |
| 2012               | Німеччина          | ЧС                 | 12-е               | 7  | 1 | 0 | 1 | 2  |
| 2013               | Німеччина          | ЧС                 | 9-е                | 4  | 0 | 0 | 0 | 0  |
| 2014               | Німеччина          | ЧС                 | 14-е               | 6  | 0 | 0 | 0 | 4  |
| 2015               | Німеччина          | ЧС                 | 10-е               | 7  | 0 | 2 | 2 | 2  |
| 2017               | Німеччина          | ЧС                 | 8-е                | 8  | 0 | 0 | 0 | 2  |
| Молодіжна збірна   | Молодіжна збірна   | Молодіжна збірна   | Молодіжна збірна   | 10 | 0 | 2 | 2 | 6  |
| Національна збірна | Національна збірна | Національна збірна | Національна збірна | 48 | 1 | 4 | 5 | 18 |